# Б-603 «Волхов»
Б-603 «Волхов» — російський дизель-електричний підводний човен проєкту 636.3 «Варшавянка». Входить до складу Тихоокеанського флоту ВМФ Росії . Восьме судно проєкту 636.3 «Варшавянка». Закладений 28 липня 2017 року, спущений на воду 26 грудня 2019 року та вийшов на заводські ходові випробування 18 червня 2020 року. 24 жовтня 2020 року увійшов до складу Тихоокеанського флоту ВМФ Росії .